# بلدية ألمينارا (ميناس جيرايس)
بلدية المنارة في ميناس جيرايس هي بلدية في البرازيل، تتبع ميناس جرايس، بلغ عدد سكانها 41٫552  نسمة، في 2016، تبلغ مساحتها 2٬300٫797 كيلومتر مربع.

## الموقع
تشترك في الحدود مع:
- Jequitinhonha [الإنجليزية]‏
- Rubim [الإنجليزية]‏
- Bandeira, Minas Gerais [الإنجليزية]‏.